# Archibald Willard
Archibald MacNeal Willard (22 août 1836 - 11 octobre 1918) était un artiste peintre américain né à Bedford. Willard est enterré à Wellington au cimetière Greenwood.
Willard a rejoint le 86e d'infanterie Ohio en 1863 et a combattu dans la guerre de Sécession. À cette époque, il réalisa plusieurs peintures représentant des scènes de la guerre tout en se liant d'amitié avec le photographe James F. Ryder. Willard réalisa son œuvre The Spirit of '76 (ou Yankee Doodle) à Wellington après avoir vu une parade défiler dans la localité.  Il réalisa plusieurs variations de cette scène sur d’autre peinture. Il aurait utilisé son père comme modèle pour le personnage au centre de la peinture.

## Liens externes

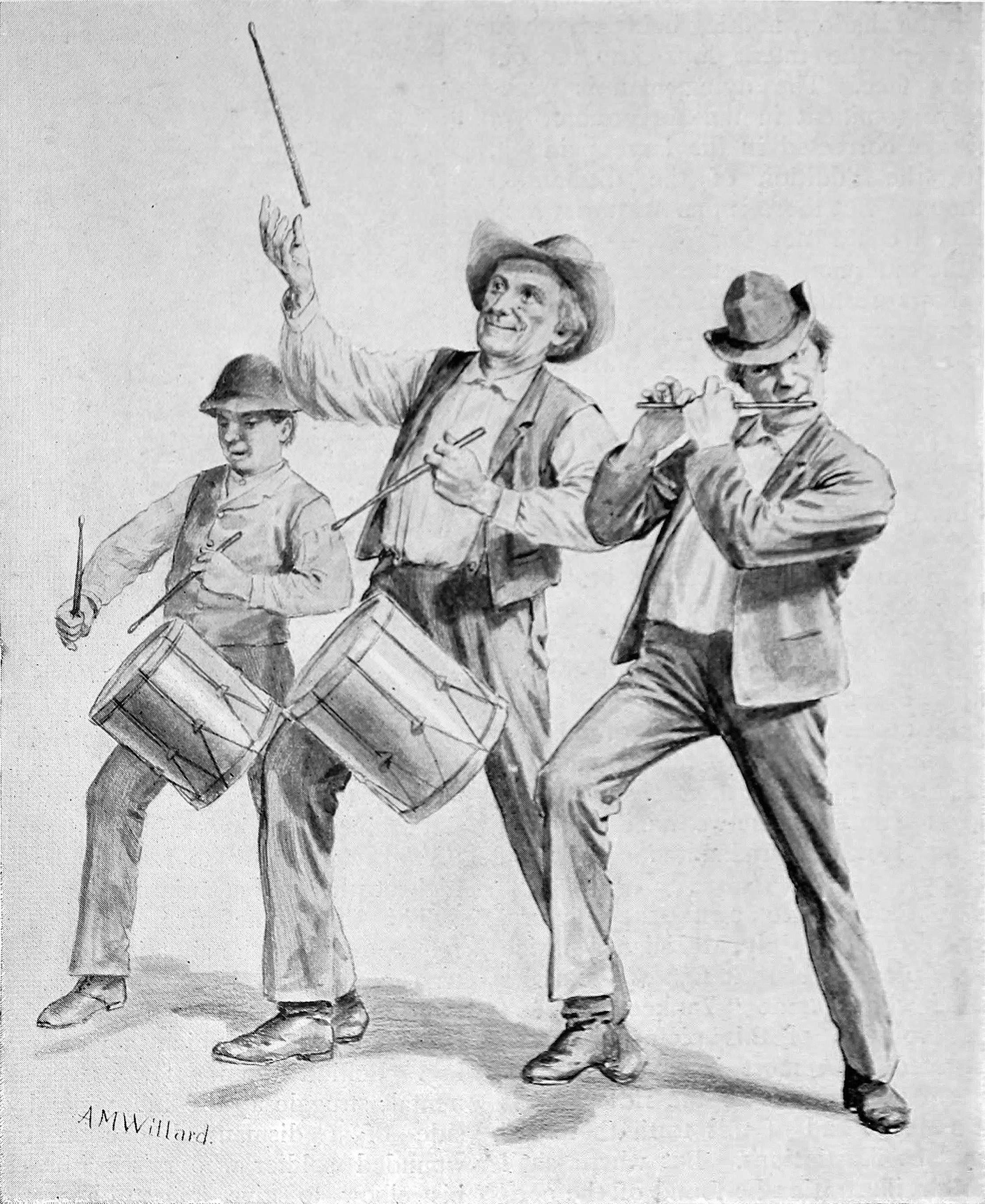
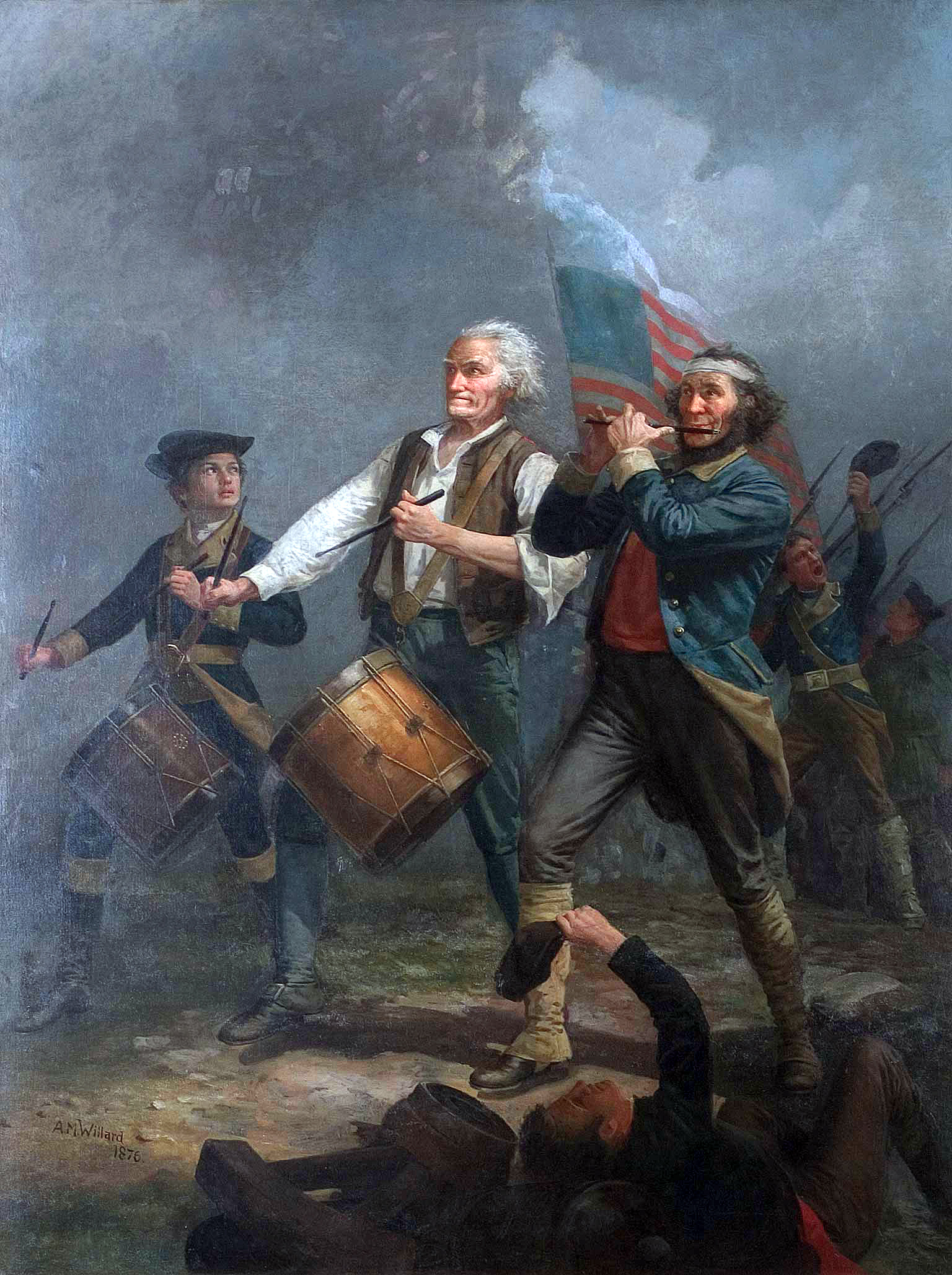
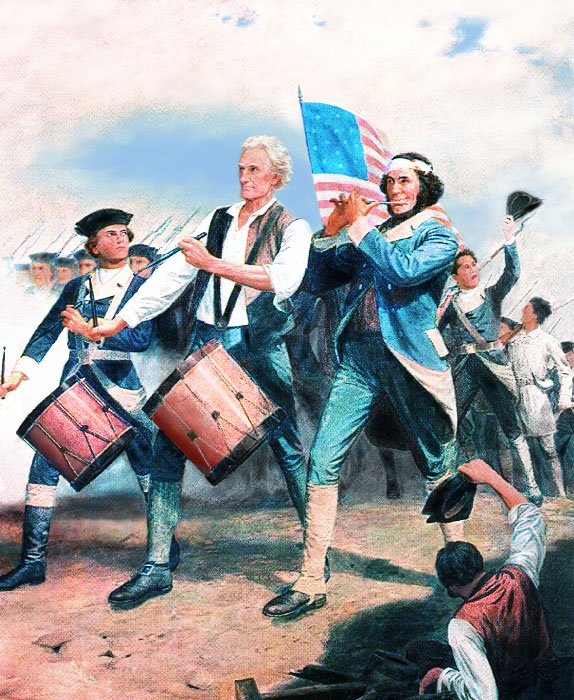